# Зелений Гай (Сумська міська громада)
Зелений Гай — село в Україні, у Сумській міській громаді Сумського району Сумської області. Населення становить 56 осіб. До 2020 орган місцевого самоврядування — Битицька сільська рада.

## Географія
Село Зелений Гай знаходиться на правому березі річки Псел, вище за течією на відстані 1,5 км розташоване село Пушкарівка, нижче за течією на відстані 6 км розташоване місто Суми. Річка в цьому місці звивиста, утворює лимани, стариці і заболочені озера.

## Археологія
Зеленогайський археологічний комплекс: 2 городища, селище, курганний та ґрунтовий могильники (VIII—ХІІІ ст.) — пам'ятка національного значення. Розташований за 3,5 км від обласного центра та за 1.5 км на південний захід від села, в урочищі Старе Крейдище, на мисах правого корінного берега р. Псел. З двох городищ добре збереглося так зване „Мале” городище. Поселення (площа близько 0.5 га) зіпсована крейдяними виробками. Воно має оборонні укріплення у вигляді валів та яму резервуар для води. Поблизу городищ розташоване селище площею майже 25 га. Поряд з житловою частиною комплексу знаходиться найбільший із збережених на території Східної Європи курганний некрополь, що складається з 14 груп, у яких налічують близько 2,5 тисяч насипів. Матеріали досліджень свідчать, що Зеленогайський комплекс виник як центр одного з малих племен сіверянського союзу і відігравав важливу роль у торгових операціях Хозарського каганату, а пізніше став одним із опорних пунктів на сухопутному торговому шляху Булгар – Київ. У 1929 пам'ятник досліджував М. О. Макаренко.

## Історія
12 червня 2020 року, відповідно до розпорядження Кабінету Міністрів України № 723-р «Про визначення адміністративних центрів та затвердження територій територіальних громад Сумської області», село увійшло до складу Сумської міської громади.
19 липня 2020 року, в результаті адміністративно-територіальної реформи та ліквідації Сумського району(1923—2020), увійшло до складу новоутвореного Сумського району.